# Copa Ouro da CONCACAF de 1998
A Copa Ouro da CONCACAF de 1998, foi a quarta edição da Copa Ouro, o campeonato de futebol entre as seleções da América do Norte, Central e Caribe. Foi realizada entre os dias 1º e 15 de fevereiro de 1998.
México e EUA fizeram a grande final do torneio no Los Angeles Memorial Coliseum, os mexicanos venceram os anfitriões por 1 a 0 e conquistaram o título da Copa Ouro pela terceira vez seguida (1993, 1996 e 1998).
Convidado para a disputa do torneio, o Brasil fez uma campanha razoável na primeira fase, perdeu para os EUA na semifinal e derrotou a Jamaica terminando a competição em 3º lugar.

## 1a Ronda

### Grupo A
| Pais        | Pts | Jgs | V | E | D | GM | GS |
| ----------- | --- | --- | - | - | - | -- | -- |
| Jamaica     | 7   | 3   | 2 | 1 | 0 | 5  | 2  |
| Brasil      | 5   | 3   | 1 | 2 | 0 | 5  | 1  |
| Guatemala   | 2   | 3   | 0 | 2 | 1 | 3  | 4  |
| El Salvador | 1   | 3   | 0 | 1 | 2 | 0  | 6  |

| Guatemala | 0 - 0 | El Salvador |
| Jamaica   | 0 - 0 | Brasil      |
| Brasil    | 1 - 1 | Guatemala   |
| Jamaica   | 3 - 2 | Guatemala   |
| Brasil    | 4 - 0 | El Salvador |
| Jamaica   | 2 - 0 | El Salvador |

### Grupo B
| Pais               | Pts | Jgs | V | E | D | GM | GS |
| ------------------ | --- | --- | - | - | - | -- | -- |
| Mexico             | 6   | 2   | 2 | 0 | 0 | 6  | 2  |
| Trinidade e Tobago | 3   | 2   | 1 | 0 | 1 | 5  | 5  |
| Honduras           | 0   | 2   | 0 | 0 | 2 | 1  | 5  |

| Trinidade e Tobago | 3 - 1 | Honduras           |
| Mexico             | 4 - 2 | Trinidade e Tobago |
| Mexico             | 2 - 0 | Honduras           |

### Grupo C
| Pais       | Pts | Jgs | V | E | D | GM | GS |
| ---------- | --- | --- | - | - | - | -- | -- |
| EUA        | 6   | 2   | 2 | 0 | 0 | 5  | 1  |
| Costa Rica | 3   | 2   | 1 | 0 | 1 | 8  | 4  |
| Cuba       | 0   | 2   | 0 | 0 | 2 | 2  | 10 |

| EUA        | 3 - 0 | Cuba       |
| Costa Rica | 7 - 2 | Cuba       |
| EUA        | 2 - 1 | Costa Rica |

## Meias-Finais
| 10 de Fevereiro, 1998 |

| EUA | 1 - 0 | Brasil |

| 12 de Fevereiro, 1998 |

| Mexico | 1 - 0 (AET) | Jamaica |

## 3o e 4o Lugares
| 15 de Fevereiro, 1998 |

| Brasil | 1 - 0 | Jamaica |

## Final
| 15 de Fevereiro, 1998 |

| Mexico | 1 - 0 | EUA |

## Melhores Marcadores
4 golos
- Paulo Wanchope
- Luis Hernandez

3 golos
- Romario

## Prêmios
MVP
- Kasey Keller

Melhor 11
- G -  Kasey Keller
- D -  Eddie Pope
- D -  Claudio Suarez
- D -  Zé Maria
- M -  Ramon Ramirez
- M -  Preki
- M -  Paul Hall
- M -  Cuauhtemoc Blanco
- F -  Edmundo
- F -  Romario
- F -  Paulo Wanchope

## Classificação Final
| Team | Team               | Pts | Jgs | V | E | D | GM | GS | Dif | Perc   |
| ---- | ------------------ | --- | --- | - | - | - | -- | -- | --- | ------ |
| 1    | Mexico             | 12  | 4   | 4 | 0 | 0 | 8  | 2  | +6  | 100,0% |
| 2    | EUA                | 9   | 4   | 3 | 0 | 1 | 6  | 2  | +4  | 75,0%  |
| 3    | Brasil             | 8   | 5   | 2 | 2 | 1 | 6  | 2  | +4  | 75,0%  |
| 4    | Jamaica            | 7   | 5   | 2 | 1 | 2 | 5  | 4  | +1  | 50,0%  |
| 5    | Costa Rica         | 3   | 2   | 1 | 0 | 1 | 8  | 4  | +4  | 50,0%  |
| 6    | Trinidade e Tobago | 3   | 2   | 1 | 0 | 1 | 5  | 5  | 0   | 50,0%  |
| 7    | Guatemala          | 2   | 3   | 0 | 2 | 1 | 3  | 4  | -2  | 33,3%  |
| 8    | El Salvador        | 1   | 3   | 0 | 1 | 2 | 0  | 6  | -6  | 16,7%  |
| 9    | Honduras           | 0   | 2   | 0 | 0 | 2 | 1  | 5  | -4  | 00,0%  |
| 10   | Cuba               | 0   | 2   | 0 | 0 | 2 | 2  | 10 | -8  | 00,0%  |